# Громыко, Анатолий Андреевич
Анато́лий Андре́евич Громы́ко (бел. Анато́ль Андрэ́евіч Грамы́ка, 15 апреля 1932, Борисов, Минская область, Белорусская ССР, СССР — 25 сентября 2017, Москва, Российская Федерация) — советский, затем российский дипломат и учёный, специалист в области американистики, африканистики и международных отношений.
Кандидат юридических наук, доктор исторических наук, профессор. Член-корреспондент АН СССР (1981).
Чрезвычайный и полномочный посланник I класса.

## Биография
В 1954 году — окончил с отличием Московский государственный институт международных отношений.
В 1961—1965 годах — 1-й секретарь, советник Посольства СССР в Великобритании.
С 1965 года — заместитель главного редактора главной редакции Агентства печати «Новости».
В 1966—1968 годах — заведующий сектором Института Африки АН СССР.
С 1968 года — заведующий сектором Института США и Канады АН СССР. В 1970 защитил докторскую диссертацию по теме «Приход к власти и внешняя политика правительства Кеннеди».
С 1973 года — советник-посланник Посольства СССР в США.
С 1974 года — советник-посланник Посольства СССР в ГДР.
В 1976—1991 годах — директор Института Африки АН СССР.
С 1976 года — президент Советской ассоциации дружбы с народами Африки.
С 1977 года — заместитель председателя Советского комитета солидарности стран Азии и Африки и член Советского комитета защиты мира.
С 1978 года — член Советского комитета за Европейскую безопасность и сотрудничество.
С 29 декабря 1981 года — член-корреспондент АН СССР по Отделению экономики.
С 1992 года работал на Кипре.
В 2003—2010 годах — руководитель Центра оценок политики, главный научный сотрудник Института Африки РАН.
С 2008 года член Экспертного совета и постоянный автор международного аналитического журнала «Геополитика».
С 1 апреля 2010 года — главный научный сотрудник Института проблем международной безопасности РАН.
С 1 сентября 2010 года — профессор Московского государственного университета имени М. В. Ломоносова.
Член Научного совета Президиума РАН по проблемам Африки.
Президент Движения «За укрепление мирового демократического правопорядка и в поддержку ООН». Член Союза художников России.
Умер 25 сентября 2017 года.
Похоронен на Троекуровском кладбище (25 участок).

## Награды и звания
- Орден Октябрьской Революции (14 апреля 1982)[3]
- Орден Дружбы народов
- Лауреат Государственной премии СССР (1980)
- Лауреат премии итальянской Академии «Симба» (1982)
- Лауреат премии имени Воровского (1985)
- Почётный член Королевской академии наук Марокко
- Член Малагасийской академии наук (остров Мадагаскар)
- Почётный доктор Лейпцигского университета

## Семья
Отец — министр иностранных дел СССР Андрей Андреевич Громыко (1909—1989). Мать — Лидия Дмитриевна (в девичестве Гриневич, 1911—2004).
Жена — Валентина Олеговна.
Дети. От первого брака: Игорь (род. 1954) — постоянный представитель России при СНГ в 2009—2014 годах и посол в Мали и Нигере с 2019 года. От второго брака: Алексей (род. 1969) — политолог, директор Института Европы РАН и Анна (род. 1980).

### О нём
- Громыко Анатолий Андреевич // Иванян Э. А. Энциклопедия российско-американских отношений. XVIII—XX века. — М.: Международные отношения, 2001. — 696 с. — ISBN 5-7133-1045-0.